# Algebraické nadtěleso
Algebraické nadtěleso je pojem z oboru abstraktní algebry. Nadtěleso L/K se nazývá algebraické, pokud je každý prvek z L algebraický nad K, tedy pokud je každý prvek z L kořenem nějakého mnohočlenu s koeficienty z K. Tělesová rozšíření, která nejsou algebraická, tedy taková, která obsahují nějaký transcendentní prvek, se nazývají transcendentní.
Příkladem transcendentního rozšíření je rozšíření R/Q, tedy těleso reálných čísel jako rozšíření tělesa racionálních čísel. Naopak příkladem algebraického rozšíření je rozšíření C/R, tedy těleso komplexních čísel jako tělesové rozšíření tělesa reálných čísel.
Všechna transcendentní rozšíření jsou nekonečného stupně a naopak platí, že každé konečné rozšíření je algebraické. Existují ovšem i algebraická rozšíření nekonečného stupně. Příkladem takového rozšíření je těleso všech algebraických čísel nad tělesem čísel racionálních.
Těleso, které nemá žádné vlastní algebraické rozšíření, se nazývá algebraicky uzavřené těleso. Příkladem takového tělesa je těleso komplexních čísel.